# Borsano
Borsano (Bursàn in dialetto bustocco) è una frazione di 6 345 abitanti del comune di Busto Arsizio in provincia di Varese. Fino al 1928 è sempre stato comune autonomo, a parte nel periodo tra il 1869 e il 1912.

## Origini del nome
Il suffisso -ano (in latino -anum) del nome "Borsano" potrebbe essere uno degli indizi dell'origine romana. La presenza romana è suffragata da alcuni autorevoli indizi.
Col nome di Borsano viene chiamata anche una della frazioni del comune di Calestano, in provincia di Parma. Secondo un volume di Salavolti e Soragna, da tale luogo sarebbe nato il nome della famiglia Borsani o Borzani. Tuttavia, studi più recenti affermano il contrario. Martino Giovanni Maria Borsani (1406-1499), parente del vescovo di Parma Bertrando da Borsano (famiglia milanese ma originaria di Borsano di Busto Arsizio), esercitò l'attività di notaio a Calestano nel cui territorio acquistò dei terreni e costruì una villa chiamata Villa Borsana; intorno a questa crebbe il borgo di Borsano.

## Storia

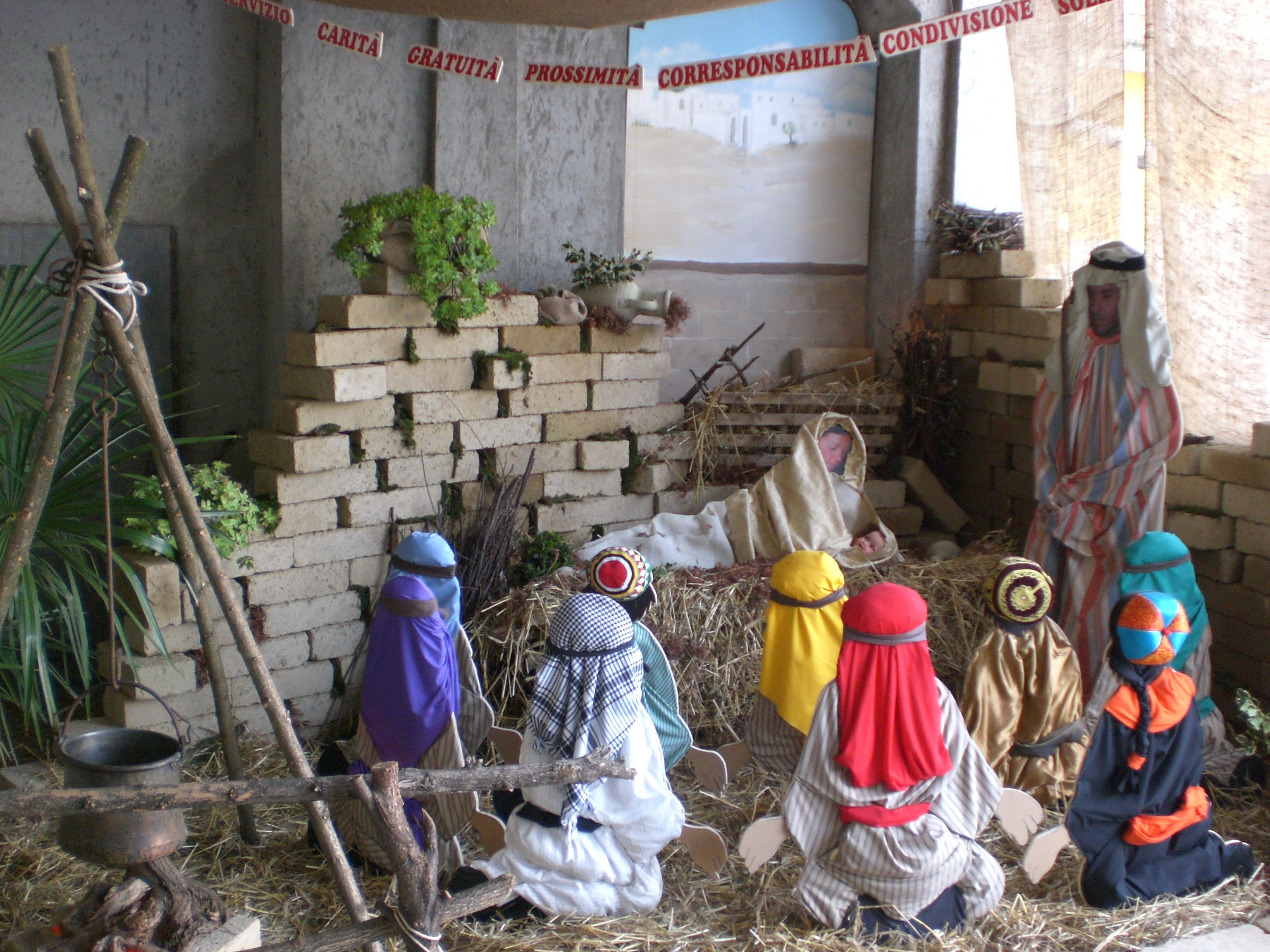
Presepe di Villa Rasini

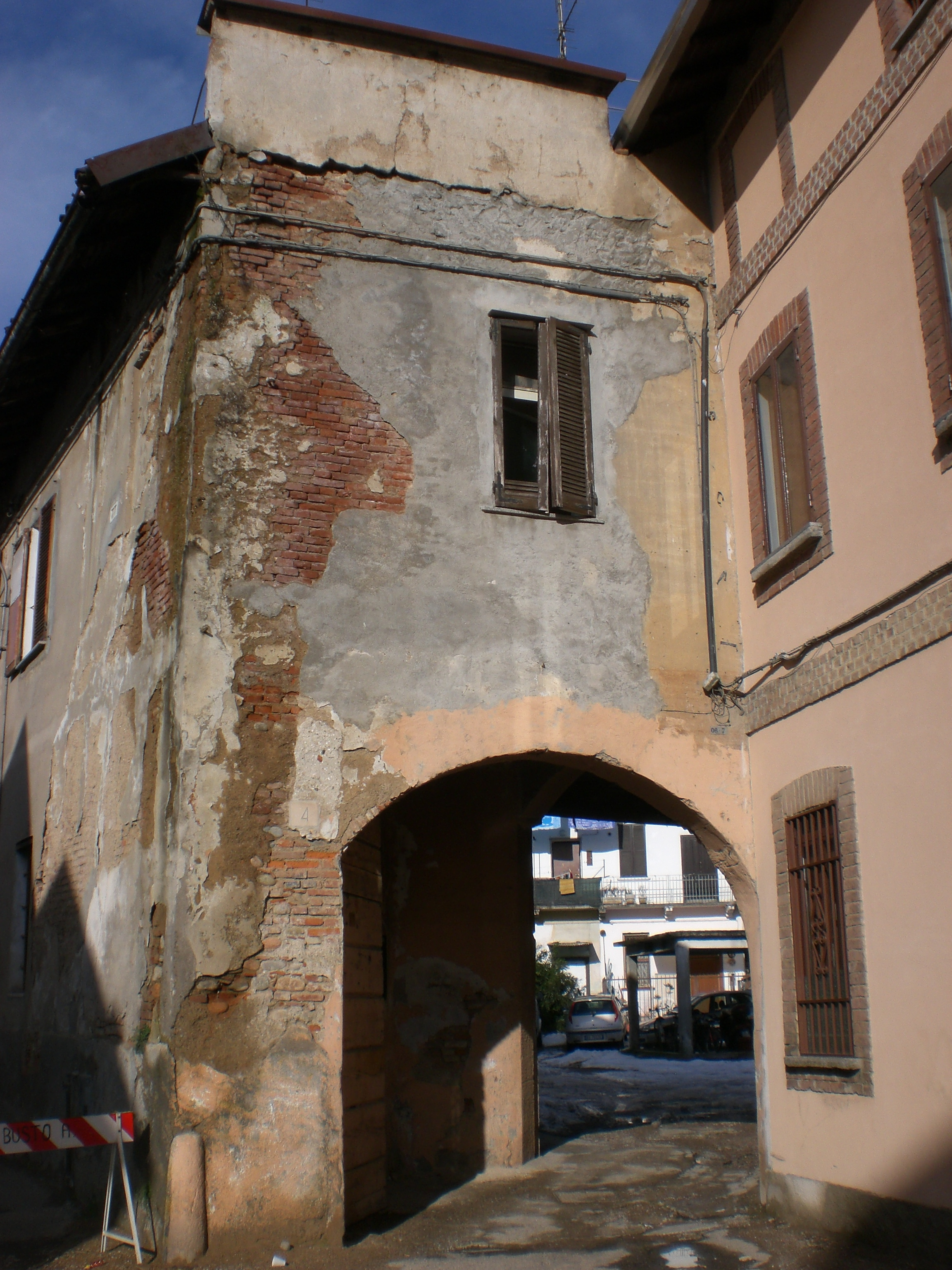
Porta Capuana

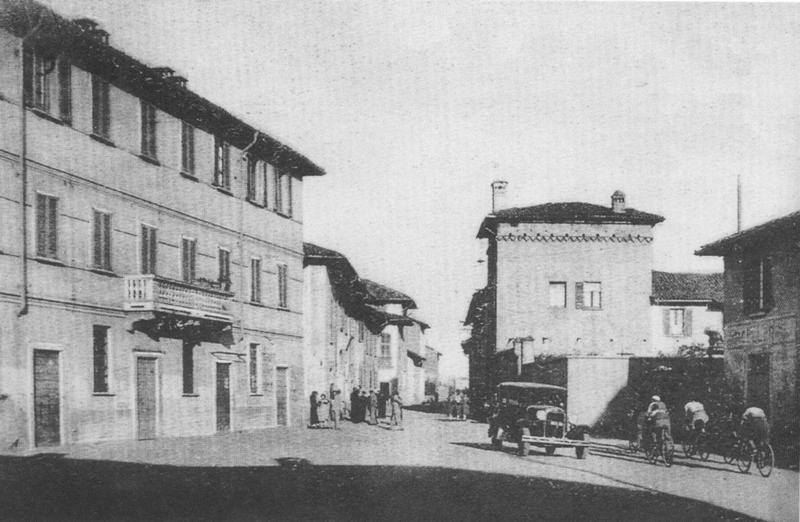
Piazza Toselli nel 1900

Anticamente il suo territorio era suddiviso nei tre comuni censuari di Borsano (comune dominante), Custode e Rasino.
Nel Medioevo Borsano (Brossianum) faceva parte della pieve di Dairago. Dal punto di vista amministrativo, apparteneva al Contado della Burgaria, uno dei quattro contadi in cui era diviso il Ducato di Milano), e con questa fu incluso nel feudo che l'imperatore Federico Barbarossa attribuì il 9 giugno 1164 a Rainaldo di Dassel, arcivescovo di Colonia e arcicancelliere del Sacro Romano Impero. Fu proprio qui, nelle campagne tra Busto Arsizio e Borsano (oppure, secondo altre fonti, tra Borsano e Legnano), che si combatterono le prime fasi della celebre battaglia di Legnano tra il temuto imperatore tedesco e i Comuni lombardi.
Nel 1670, l'arcidiacono della chiesa metropolitana della città di Milano, Giovanni Rasini, acquistò Borsano per la cifra di circa 10 000 lire. Borsano fu dunque per decenni feudo dei principi Rasini. Fu proprio per volontà del principe Carlo Rasini che, tra il 1717 e il 1719, accanto alla sua villa, fu costruita la chiesa dedicata al frate francescano portoghese sant'Antonio di Padova, restaurata nel 2007.
Il Catasto Teresiano, coi suoi rilievi del 1722, permette di ottenere un dettagliato prospetto del territorio. Il paese confinava a nord con l'allora comune autonomo di Sacconago, a nord-est con Brughetto (comune autonomo fino al 1730, quando venne annesso a Sacconago) e Castellanza, ad est col borgo di Legnano, a sud con Dairago e ad ovest con l'ex-comune autonomo di Bienate (successivamente annesso a Magnago). La chiesa parrocchiale occupava il limite meridionale dell'abitato.
Nel 1853, Borsano, comune con una popolazione di 1 093 abitanti, fu inserito nel distretto XI di Cuggiono. Nel 1861, quando venne instaurato il Regno d'Italia, il comune aveva una popolazione di 1 150 abitanti. Borsano fu comune autonomo fino al 1869, anno in cui fu aggregato al comune di Sacconago. Il 12 dicembre 1912 il comune di Borsano fu ricostituito e rimase autonomo fino al 1928, quando fu definitivamente unito a Busto Arsizio. Al censimento del 1931, la popolazione residente era di 2 413 abitanti. Due anni dopo, i residenti erano ascesi a 2 011.
Negli anni cinquanta e sessanta fu costruito, nella zona settentrionale del territorio, il quartiere "Giuliani e Dalmati", così denominato in quanto destinato all'accoglienza da parte di Busto Arsizio dei circa duecento italiani esuli delle terre dell'Istria, della Venezia Giulia e della Dalmazia nel secondo dopoguerra. Molte famiglie di profughi vennero ad abitare questa zona di Borsano, che si configura come un quartiere semi indipendente, dotato di negozi, servizi e scuole (elementari Rossi e medie Parini). In onore ai luoghi di provenienza dei profughi vennero intitolate strade e vie ai luoghi simbolo delle terre cedute. Vi sono anche alcune statue erette a San Biagio, caro alla cultura giuliano-dalmata. Ad oggi nel "villaggio" vive ancora un buon numero di famiglie di origine istriana, giuliana e dalmata, testimonianza forte in città di questo periodo storico. Nello stesso quartiere si sono aggiunte più tardi le ondate migratorie di rientro dalla Libia, e, più recentemente, dall'Europa orientale, caratterizzando ancora di più il villaggio come multiculturale e con abitanti profondamente legati alla madre patria. Particolarmente vivo rimane il ricordo del dramma dei massacri delle foibe, ed ogni anno vengono organizzati convegni e testimonianze a tal tema.

## Monumenti e luoghi d'interesse

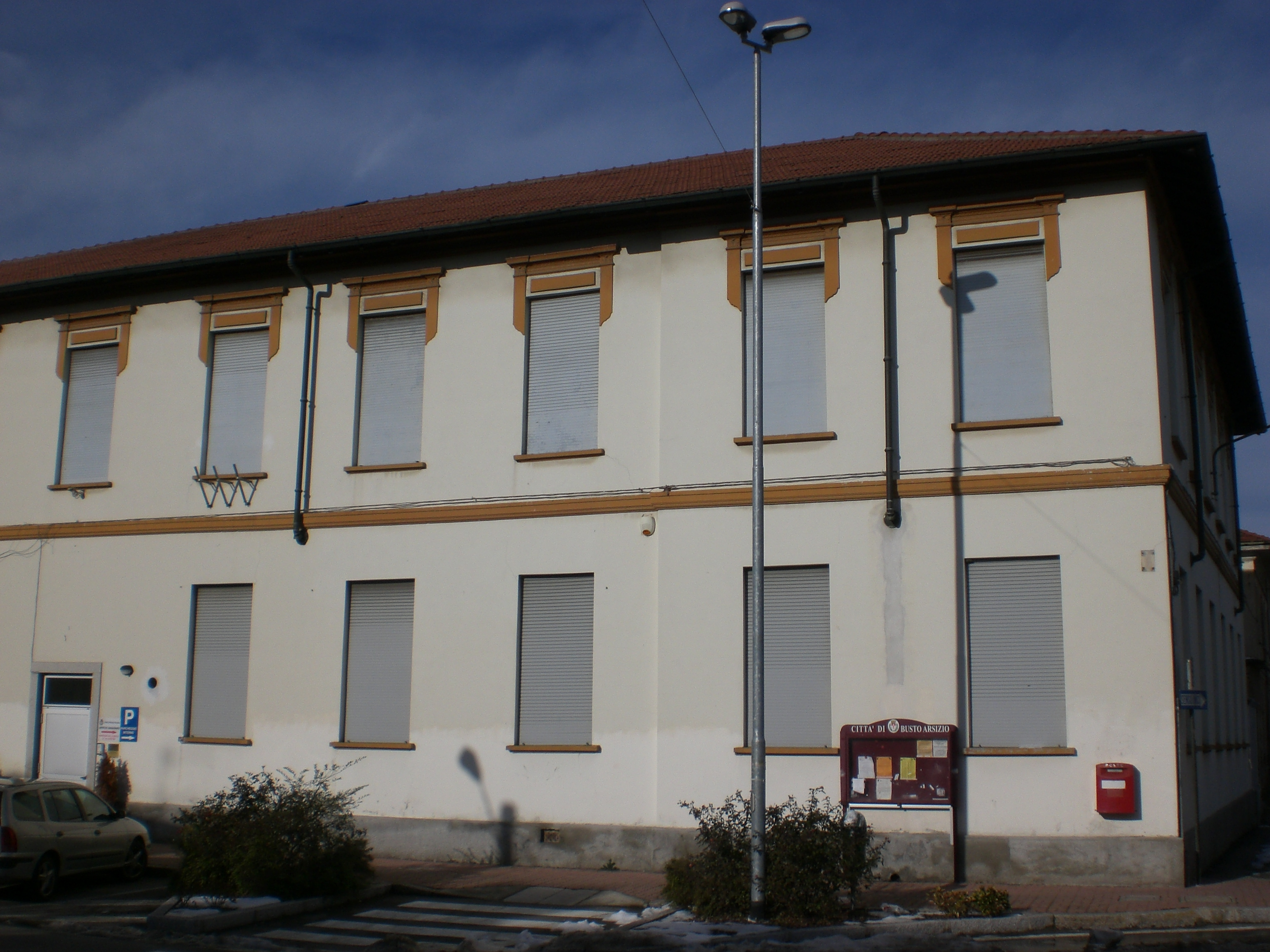
Sede delle ex-scuole Marconi

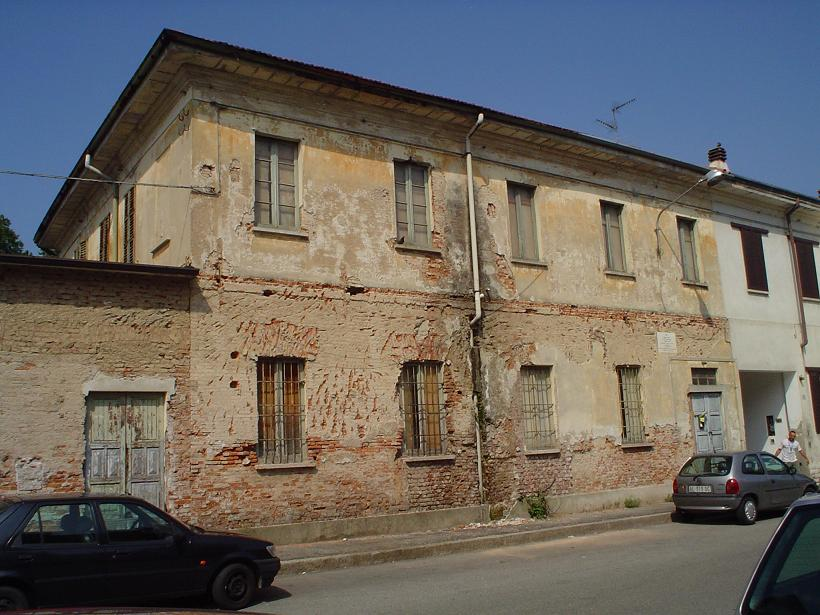
Sede dell'ex-municipio di Borsano prima del restauro

Anche se è attualmente un quartiere di Busto Arsizio, Borsano è stato per secoli un comune autonomo. Pur essendo un paese di modeste dimensioni, era per molti versi autosufficiente. Il palazzo che per anni è stato la sede del municipio, successivamente della scuola materna, ed era in stato di abbandono da decenni, ha subito un recupero edilizio ed è ora diventato la "Casa della Salute", cioè un poliambulatorio gestito anche dalla Croce Rossa Italiana. Grazie alla ristrutturazione, l'edificio è ora dotato di tecnologie per il risparmio energetico tali per cui è catalogato come di classe A. Adiacente a tale edificio, si trova la sede delle ex scuole Marconi, scuola elementare storica di Borsano, ad oggi adibita in parte ad uffici comunali, in parte a sezione distaccata di altri plessi scolastici.
Sono parecchi gli edifici d'interesse storico, architettonico o artistico di Borsano anche se alcune delle opere più significative di tale patrimonio, come la chiesa parrocchiale ottocentesca e quella trecentesca di Santa Maria dei Restagni, sono state demolite durante il secolo scorso. Precedentemente era andato perduto un altro dei gioielli di Borsano: l'elegante ed esteso giardino all'italiana di villa Rasini, la residenza dei nobili feudatari di Borsano.
Nonostante questo, il recente restauro di Sant'Antonio da Padova, la piccola chiesa settecentesca voluta dal conte Carlo Rasini, è segno della volontà di recupero di parte del valore architettonico e artistico che un tempo Borsano poteva vantare. Attraverso l'interesse del "Gruppo Ricerche Storiche" di Borsano è stato possibile riscoprire una tela raffigurante Cristo Risorto di Giovan Battista Crespi, detto il Cerano, per poi esporla nel 2005 alla mostra monografica dedicatagli da Palazzo Reale, a Milano.
Per quanto riguarda invece le aree naturali, il Parco Alto Milanese, a cavallo tra i territori delle odierne città di Busto Arsizio, Castellanza e Legnano, giunge sino alle primissime case dell'abitato.

### Architetture religiose

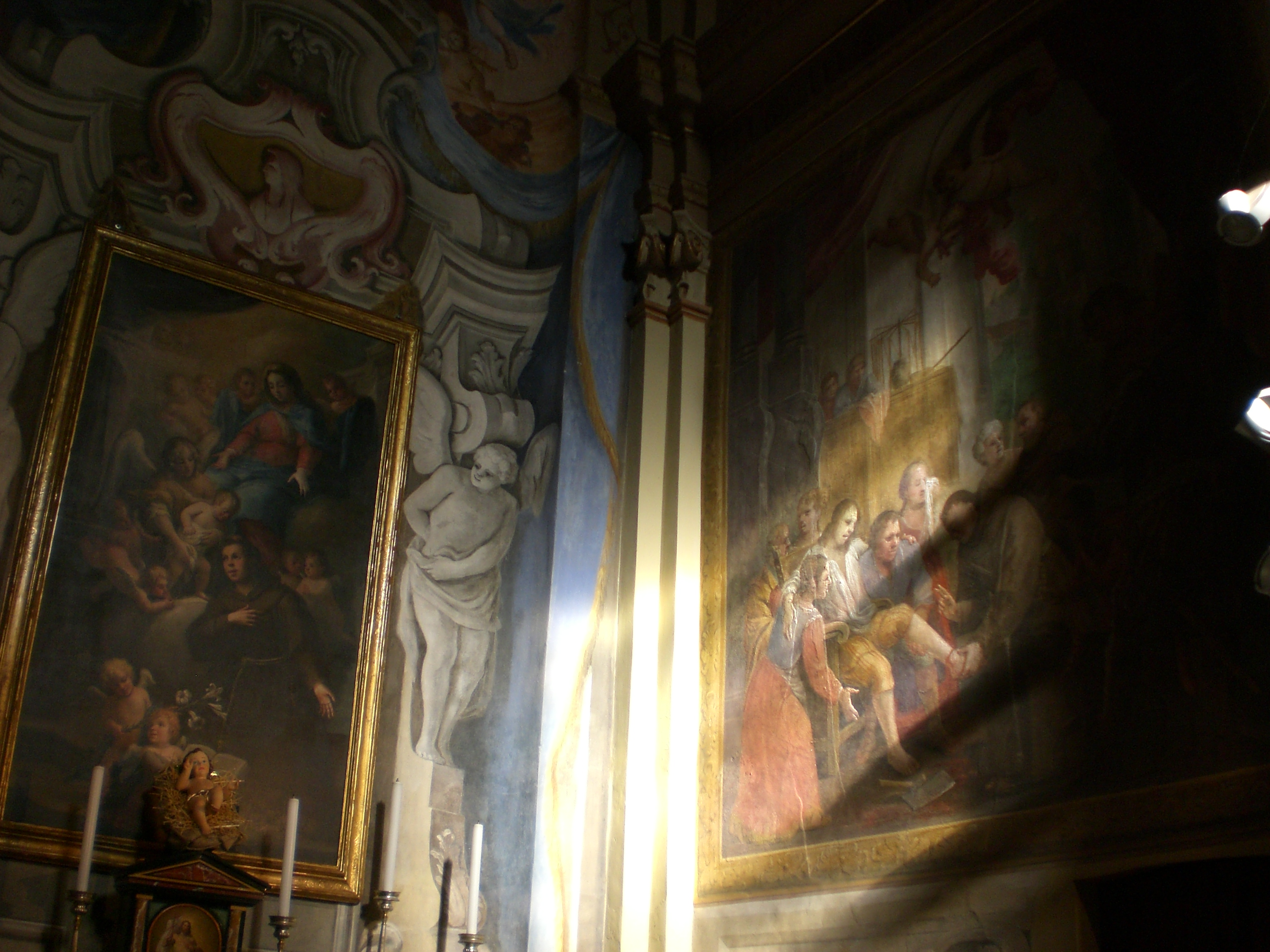
Chiesa di Sant'Antonio da Padova, particolare

Gli edifici più degni di nota di Borsano per la loro storia, la loro architettura e le opere d'arte che conservano sono senz'altro le due chiese, quella parrocchiale e quella di sant'Antonio da Padova. Questo è segno del fatto che la comunità borsanese ha avuto come centro vitale nei secoli la casa di Dio. La vita religiosa, infatti, a partire dal Medioevo e fino a pochi decenni fa, è stato l'asse portante della comunità borsanese. Un esempio concreto e piuttosto recente di questo fatto proviene dalle relazioni inviate alla Curia dai parroci don Antonio Gallarini (1900) e don Enrico Ballabio (1919). Nella prima si attesta che solo tre uomini non si erano comunicati nella Pasqua precedente. Nella seconda il bilancio è di sette uomini e una donna. La vita quotidiana era impregnata dalla fede e la giornata era scandita dai rintocchi delle campane. Le feste della comunità erano le feste religiose e tutti paesani si radunavano per pregare nella chiesa parrocchiale e in quella di Santa Maria dei Restagni, demolita negli anni cinquanta.
Un altro segno del fervore religioso borsanese sono le confraternite, una forma di associazionismo sovrafamiliare che aveva talvolta risvolti di carattere assistenziale. Le due principali confraternite di Borsano erano quella del Santo Rosario (la cui esistenza è documentata a partire dal 1570) e quella del Santissimo Sacramento. Le adesioni di massa sono documentate fino agli inizi del Novecento.
Tra gli edifici esistenti, oltre alla chiesa parrocchiale e a quella dedicata a Sant'Antonio da Padova, vanno ricordati il cimitero e l'oratorio, fondato nel 1911.

#### Chiesa dei Santi Apostoli Pietro e Paolo

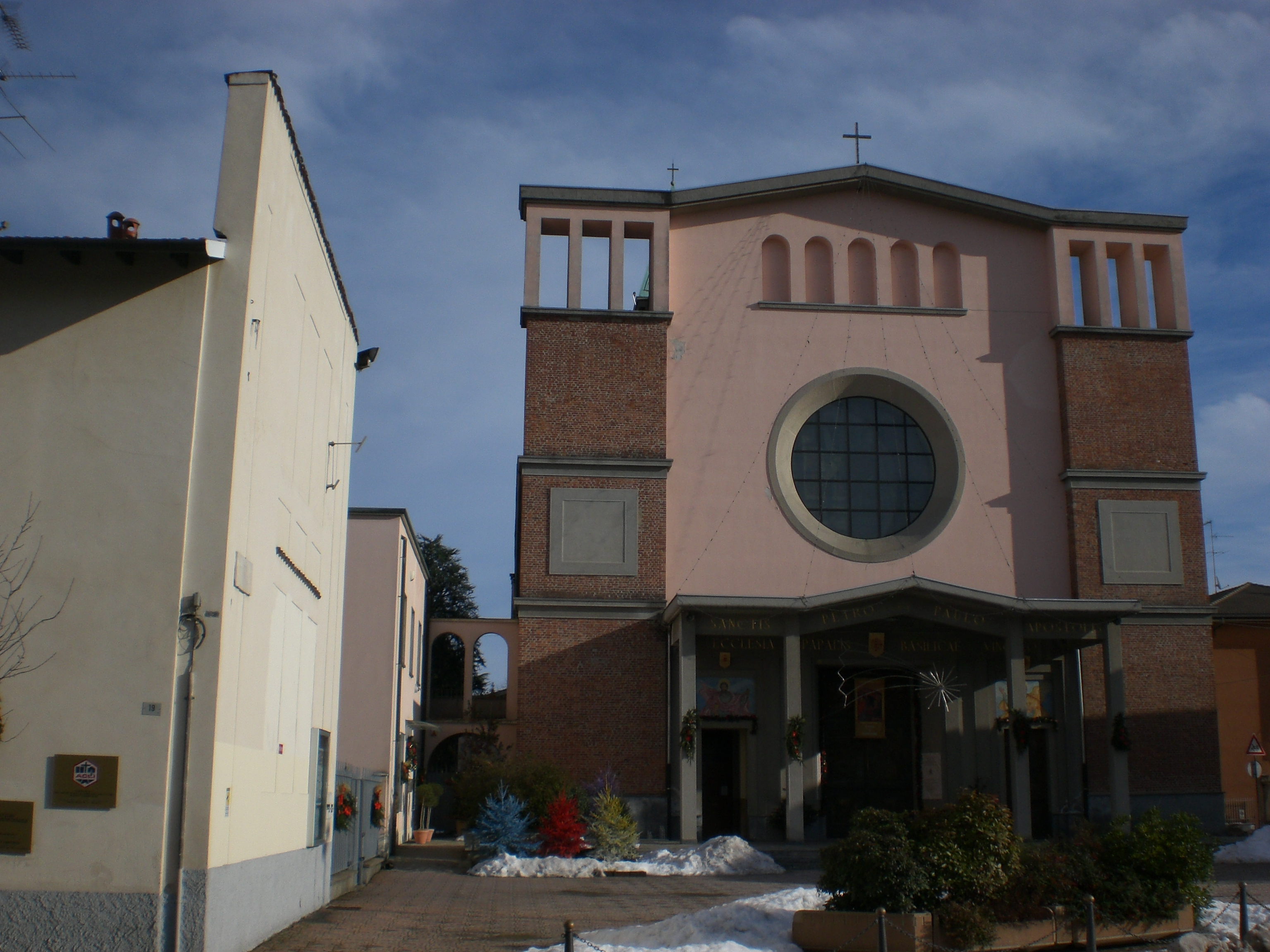
Chiesa parrocchiale di Borsano

La chiesa parrocchiale di Borsano si trova in piazza don Antonio Gallarini e fu costruita a partire dal 1939 su un terreno adiacente a quello dove sorgeva l'edificio ottocentesco, benedetto nel 1825 e demolito nel 1943. Quest'ultimo, sostituiva la vecchia chiesa cinquecentesca, demolita nel 1817. La nuova chiesa fu consacrata il 17 ottobre 1942 dal cardinal Ildefonso Schuster, in piena guerra mondiale.
Il progetto è dell'ingegner Garavaglia e dell'architetto Ascani. La facciata tripartita preannuncia le tre navate interiori. L'altare principale è opera dell'architetto Ascani. L'organo, proveniente dalla demolita chiesa ottocentesca, fu costruito da Antonio De Simoni Carrera nel 1885 e restaurato nel 1992 dalla famiglia V. Mascioni di Cuvio.
La via crucis e la controfacciata, rispettivamente del 1987 e del 1993, sono opere dell'artista locale Serena Moroni. Le nuove vetrate della navata sono di don Gaetano Banfi, mentre quelle del presbiterio e del rosone della facciata sono di Paolo Rivetta.
I tre portali in bronzo sono opera dello scultore Alberto Ceppi, autore anche dei mosaici sulla facciata e dei mosaici dell'abside.
L'imponente campanile a pianta quadrata posto sul retro della chiesa fu innalzato nel 1958 su progetto dell'architetto Ascani in modo da sostituire quello della chiesa ottocentesca, demolito solo nel 1953. Il concerto è composto da nove campane; si tratta del record ambrosiano per un concerto manuale.

#### Chiesa di Sant'Antonio da Padova

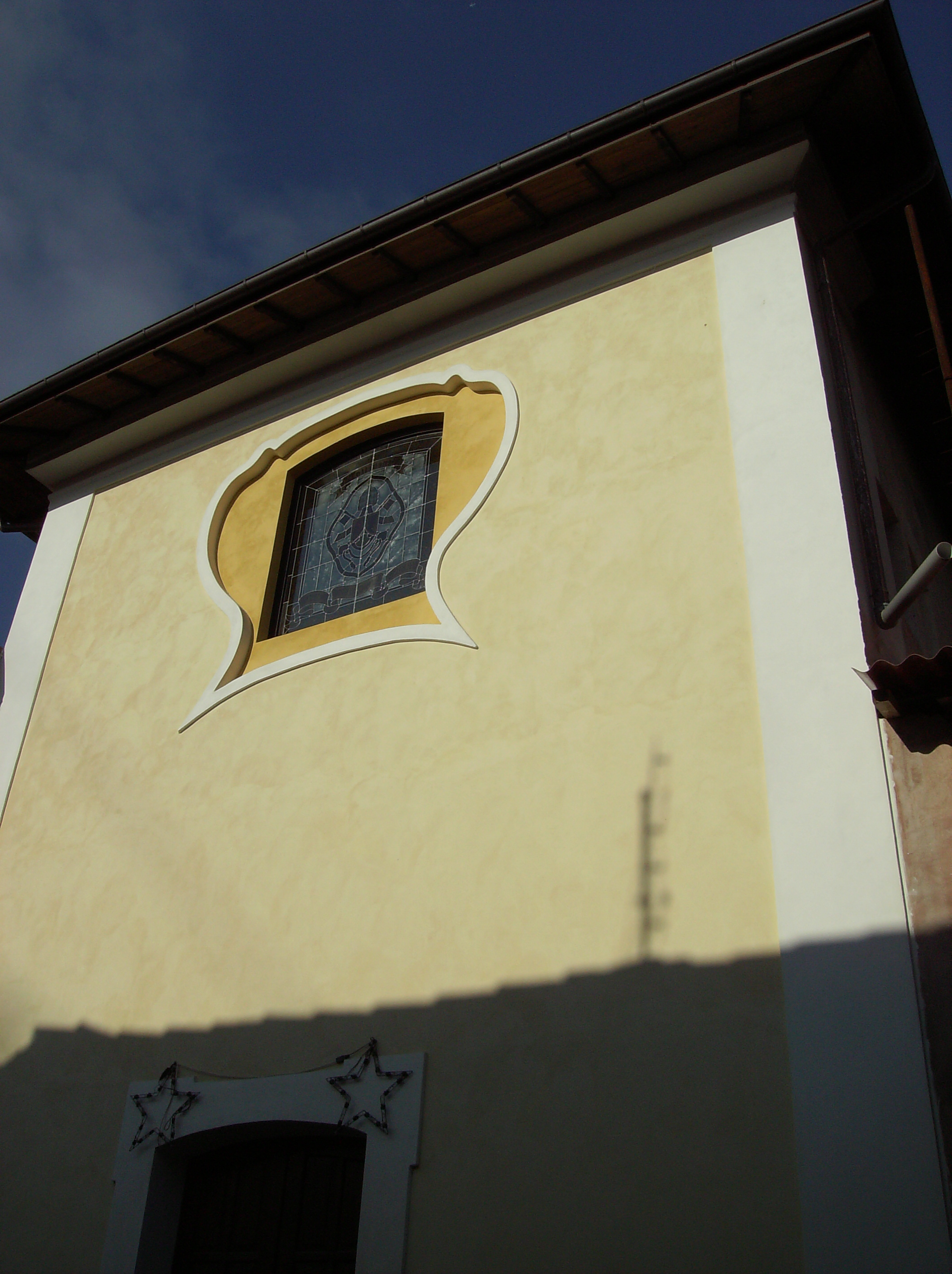
Chiesa di Sant'Antonio da Padova

Nel territorio del quartiere è presente anche una seconda chiesa, intitolata a Sant'Antonio da Padova, il celebre francescano portoghese. L'edificio, che è il più notevole di Borsano sia sotto l'aspetto storico sia sotto quello architettonico, fu fatto costruire dal conte Carlo Rasini tra il 1717 e il 1719, nelle adiacenze della sua residenza. La chiesa era infatti una sorta di cappella domestica: attraverso una finestrella posta sopra l'altare era possibile per i conti seguire la Santa Messa direttamente dalle stanze della loro abitazione di Borsano.
Nel 1728, Carlo Rasini volle erigere nella chiesa un nuovo altare, dedicato a san Liborio, vescovo di Le Mans e protettore contro le calcolosi. Ancora agli inizi del secolo scorso, nella chiesa di Sant'Antonio da Padova si celebrava la Santa Messa in Aurora, in adempimento dei voleri dei Rasini. Quest'edificio raccoglieva la gente anche per acquistare le uova dei bachi da seta che poi venivano allevati nelle case delle famiglie borsanesi. E qui si portavano anche i bozzoli.
Attraverso il restauro del 2007, sono emersi alcuni pregevoli affreschi sulle pareti. I dipinti possono essere assegnati al pittore Giovanni Stefano Doneda Montalti junior. Nell'olio su tela dietro l'altare sono raffigurati sant'Antonio, l'Angelo Custode con il Bambino Gesù e, più in alto, la Madonna. Il soggetto dell'affresco della parete di sinistra dietro all'altare è il miracolo della mula. L'affresco sulla parete di destra dietro all'altare rappresenta il miracolo del piede risanato.
Sulla facciata della chiesa era presente un pannello dedicato al santo. Già negli anni sessanta i colori erano quasi scomparsi e nel 1985 il Club Folclore e Sport decise di incaricare al pittore bustocco Gigi Magugliani la realizzazione di un nuovo dipinto, che fu poi collocato al posto del precedente. Il pannello fu rimosso durante i successivi restauri e divenne impossibile tornare a collocarlo nella stessa posizione. Nel 2012, dopo il restauro commissionato dal Club borsanese a Giulia Lucarelli e a Silvio Combi, il quadro è stato collocato all'interno di una struttura in acciaio e vetro a vista, progettata dagli architetti Elena Colombo e Davide Candiani e posta all'incrocio tra via Novara e via 24 maggio, in un'aiuola concessa da Agesp, l'ex-municipalizzata bustocca.

#### Chiesa di Santa Maria dei Restagni (demolita)

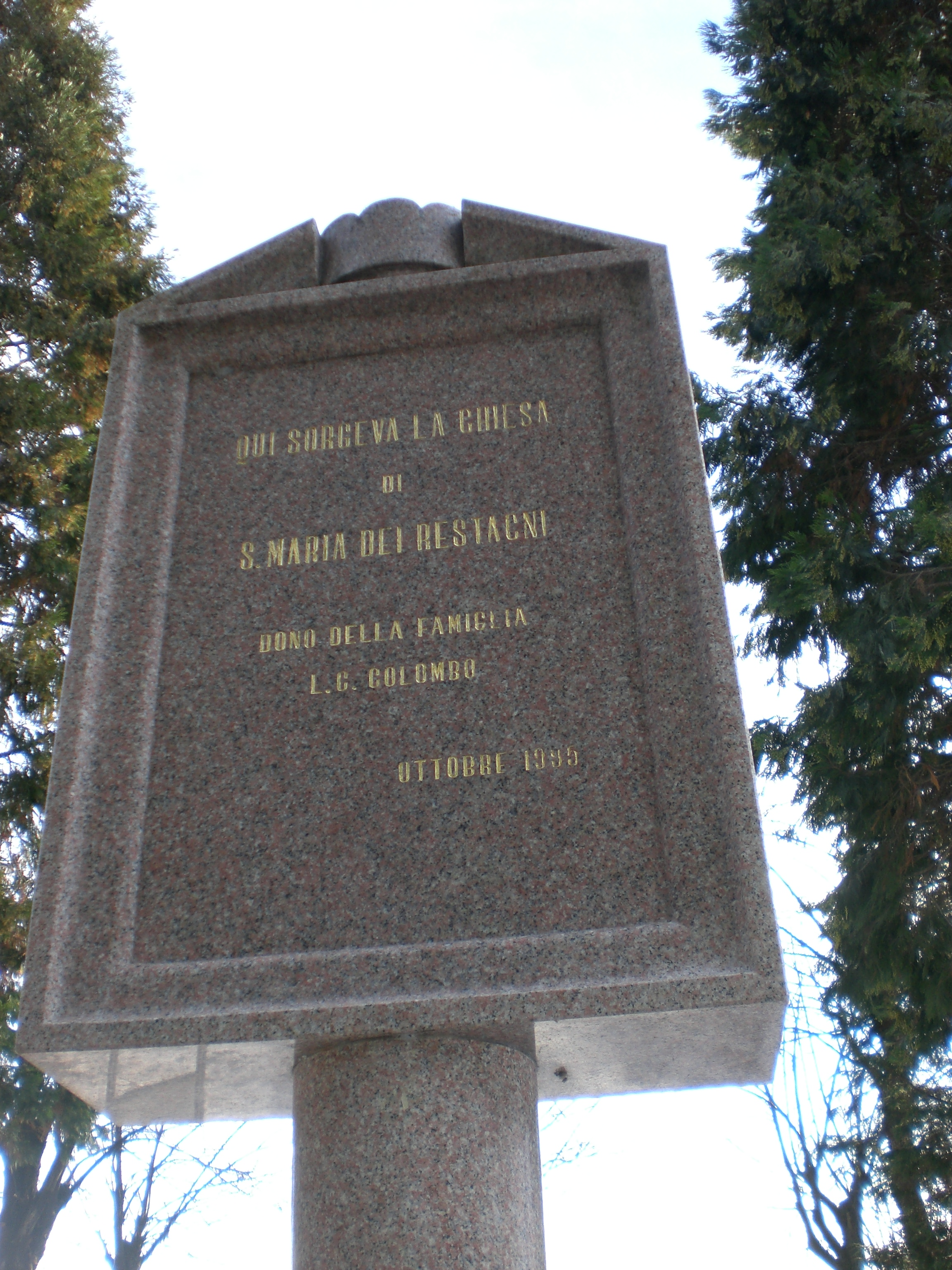
Targa in memoria della chiesa demolita di Santa Maria dei Restagni

Un altro luogo di culto, trecentesco, era ubicato sulla via per Villa Cortese: si tratta della chiesa campestre di Santa Maria dei Restagni, adiacente alla quale fu costruito, secoli più tardi, il cimitero. Presentava dipinti di immagini sacre sulle pareti. Sul campanile era posta una sola campana, che chiamava i fedeli alle sacre funzioni.
La chiesa di Santa Maria dei Restagni fu fatta demolire dall'allora parroco di Borsano don Ferdinando Oleari nel 1954 a motivo delle precarie condizioni statiche. Nel terreno sulla quale sorgeva è stato creato un parco, dedicato nel giugno 2009 proprio all'ex-parroco don Ferdinando Oleari. Al centro del parco, sul retro di una delle immagini della Madonna dell'Aiuto ubicate in vari punti della città, è stata collocata una targa che ricorda la presenza della chiesa.

#### Cimitero

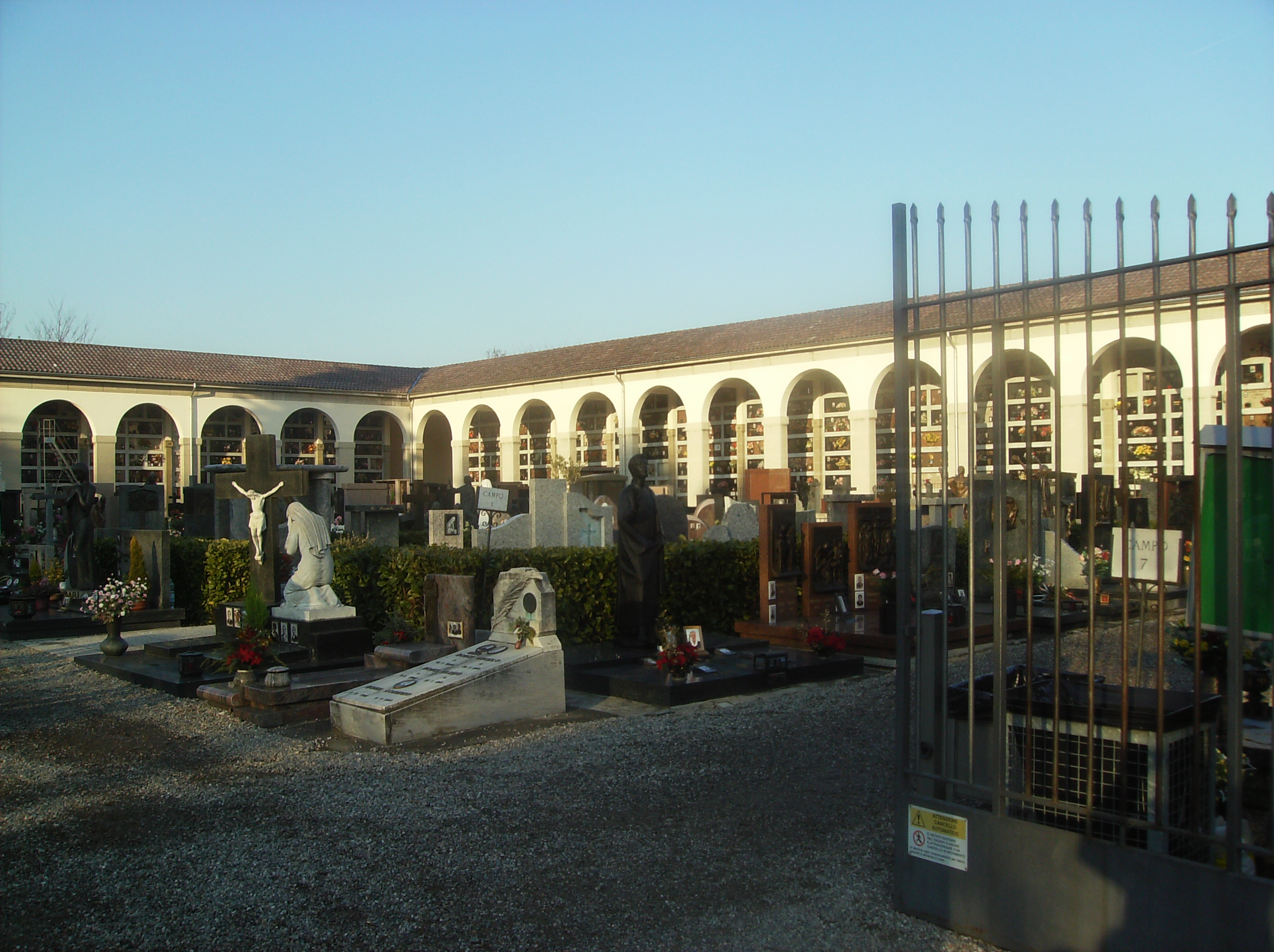
Cimitero di Borsano

Il cimitero di Borsano è uno dei tre cimiteri della città di Busto Arsizio, in particolare è il più ridotto in quanto a dimensioni con i suoi 10590 m². Fu probabilmente costruito in seguito all'editto di Saint Cloud del 1804, che vietava le sepolture nei centri abitati. In precedenza, parroci, sacerdoti e famiglie importanti venivano seppelliti nella navata della chiesa parrocchiale. Gli altri abitanti di Borsano erano sepolti nel cimitero adiacente.
Il nuovo cimitero venne costruito nelle vicinanze della chiesa parrocchiale, in prossimità della chiesa campestre di Santa Maria dei Restagni, demolita nel 1954. A seguito dell'ampliamento del 1928 la superficie quasi raddoppiò.
Ai lati dell'ingresso del cimitero, sul lato interno della recinzione, si trovano le pietre tombali di Ermenegilda ("Gilda") Rossi (maestra a Borsano dal 1858, la cui targa riporta la seguente dicitura: "con 40 anni di insegnamento diffuse con cura sapiente e affetto materno il triplice amore a Dio alla Famiglia e alla Patria") e di Giuseppe Usuelli (nato a Menzago o Vanzago nel 1826 circa e morto a Borsano nel 1894, il quale nominò sue eredi universali le Stelline, le orfanelle di Milano, che ogni anno, alla ricorrenza dei defunti, gli portano un mazzo di fiori).
Nel giugno 2008, il largo davanti all'entrata principale, fu dedicato a don Alessandro Bossi, ex-parroco, imprenditore e scrittore.

### Architetture civili

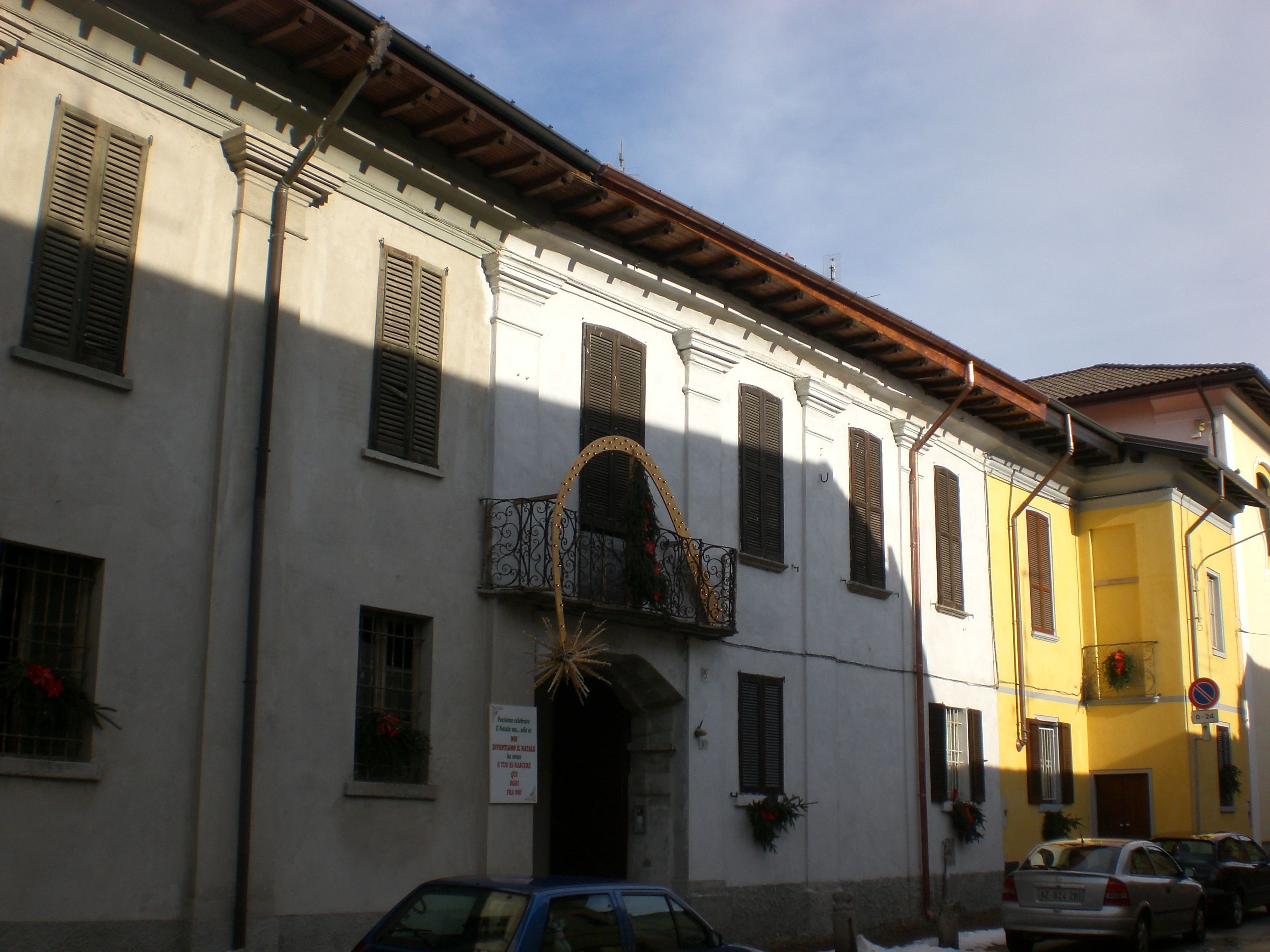
Villa Rasini e, in fondo a destra, la chiesa di Sant'Antonio da Padova

Tra gli edifici degni di nota, non troviamo solo le chiese e il cimitero, ma due edifici civili: una nobile residenza, la villa rinascimentale dei conti Rasini (del cui complesso fa parte anche la chiesa di Sant'Antonio da Padova) e una residenza contadina, la cascina Burattana, situata a nord del quartiere.

#### Villa Rasini
Situata nel centro del quartiere, sulla via dedicata a cardinal Simone, vescovo d'origine borsanese, la dimora della nobile famiglia dei Rasini fu realizzata verso la fine del XVII secolo ristrutturando una preesistente casa colonica.
La trasformazione della casa in dimora signorile avvenne in seguito allo smembramento del feudo di Dairago da parte dei Lozzetti e al conseguente acquisto del territorio borsanese, nel 1666, da parte di Giovanni Rasini, arcidiacono del Duomo di Milano, agli eredi del quale la dimora rimase poi legata.
Nel corso del Settecento, la villa fu dotata di una cappella gentilizia: si tratta dell'attuale chiesa di Sant'Antonio da Padova, collocata immediatamente a est rispetto alla parte più orientale della facciata, porzione leggermente sporgente verso la strada così come lo è la parte più occidentale.
L'interno era un tempo abbellito da notevoli affreschi (alcuni affreschi sono ancora presenti), mentre sul lato posteriore esisteva un enorme giardino all'italiana, diviso in quattro parti da due vie ortogonali e abbellito da statue mitologiche. Degni di nota sono anche i parapetti in ferro battuto dei balconi, ancora esistenti, e le lesene che ornano la facciata. Nel 2024 la villa è stata ristrutturata nell'ala di sinistra (parte che è opposta alla chiesa).

#### Cascina Burattana
Questa cascina, che costituisce una delle ultime realtà del patrimonio agricolo dell'intera città di Busto Arsizio, è un'abitazione plurifamiliare contadina situata da quattro secoli a nord del quartiere di Borsano. Si trova a poche centinaia di metri dalla cascina Borghetto ed era attorniata da vasti campi coltivati a vite. Originariamente di proprietà di un certo Turati Cristoforo, fu venduta nel XIX secolo ai fratelli Bonomi e successivamente alla famiglia nobiliare Durini di Gorla Minore. Negli anni novanta del secolo scorso è stata acquistata, insieme ai suoi terreni, dal comune di Busto Arsizio. Avrebbe dovuto essere restaurata grazie ad uno dei progetti che fanno riferimento all'Expo 2015 mentre rimane in stato di degrado.

## Società

### Lingue e dialetti
La lingua parlata nel quartiere è l'italiano, anche se è relativamente diffuso anche il dialetto borsanese, più simile al dialetto bustocco che al dialetto dairaghese.

## Cultura

### Musica
Nel 1919 nacque il corpo musicale Santa Cecilia di Borsano, in onore della santa patrona dei musicisti. Con l'arrivo di un nuovo direttore artistico, nel 2016, nasce anche un coro annesso al corpo bandistico e da allora i concerti vengono eseguiti insieme dai due gruppi. A giugno 2019 è stato festeggiato il centenario con varie iniziative musicali su tutto il territorio comunale.

## Economia

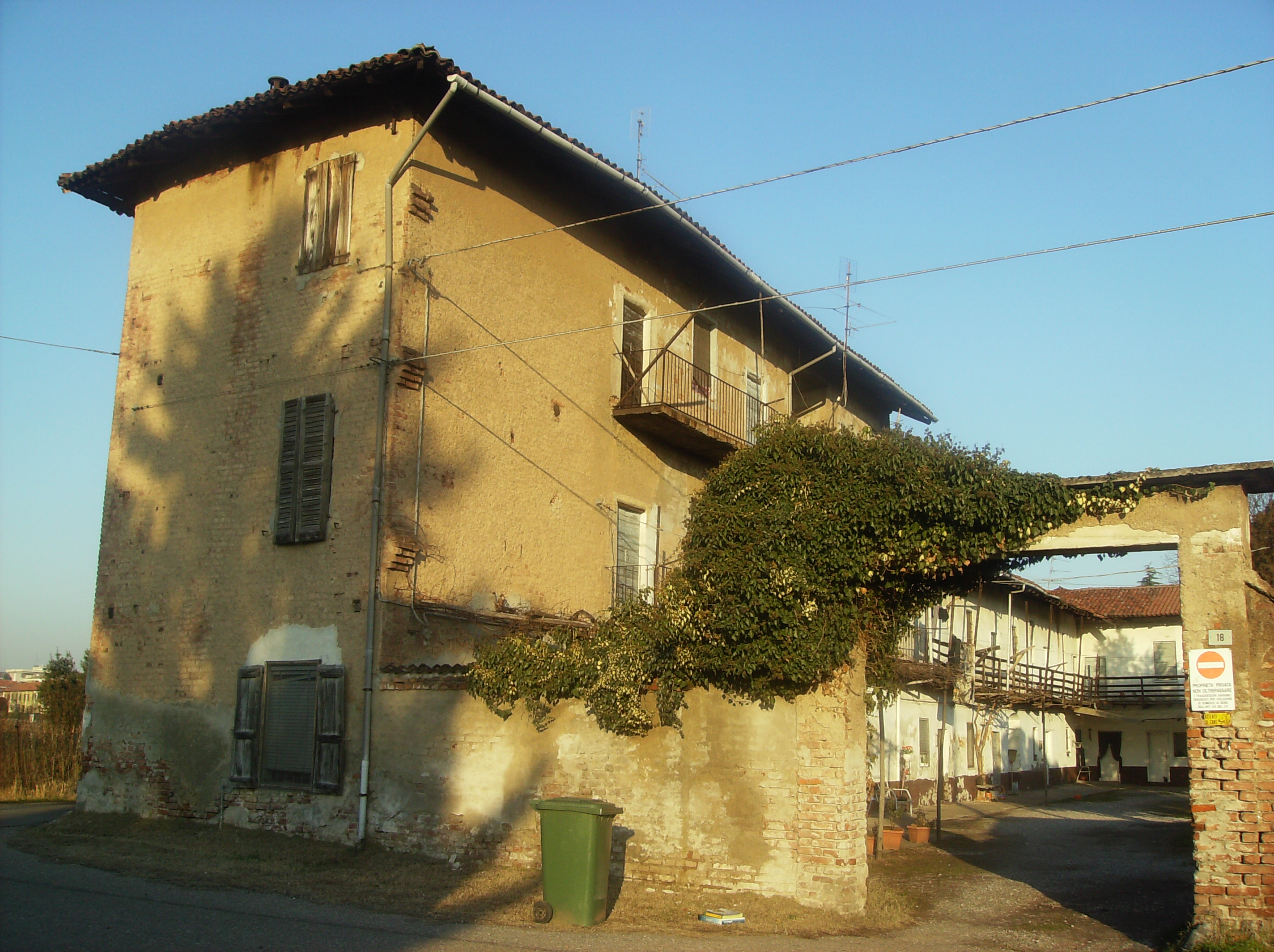
Cascina Burattana

L'agricoltura rimase l'attività predominante a Borsano fino almeno al XIX secolo.
Una delle ultime realtà del patrimonio agricolo borsanese è la Cascina Burattana, angolo verde situato da quattro secoli a nord del quartiere nel quale vivono ancora sette persone. I contadini che lavoravano nei campi circostanti la cascina e nel resto del territorio borsanese arrotondavano il loro reddito piantando i moroni, ovvero i gelsi, alberi molto comuni ed enormemente apprezzati perché le loro foglie servivano per allevare i bachi da seta. Nel 1722 Borsano contava 2 631 gelsi, mentre al giorno d'oggi sono quasi del tutto scomparsi.
Nell'Ottocento, dopo la rivoluzione industriale, i borsanesi trovano lavoro nelle aziende tessili e meccaniche di Busto Arsizio e dintorni, oltreché nella locale Tessitura Baffa.
Durante il mese di giugno del 2011 ha avuto luogo, proprio nella cascina Burattana, la cerimonia di piantumazione dei gelsi, un primo passo verso la rinascita di questo luogo simbolo dell'agricoltura borsanese.